# Isochromosoom
Een isochromosoom is een chromosoom dat een van zijn armen is verloren en dit heeft vervangen door een exacte kopie van de andere arm. Deze afwijking in chromosomale structuur komt soms voor bij meisjes met het syndroom van Turner of in tumorcellen.